# Politechnika Cypryjska
Politechnika Cypryjska (gr. Τεχνολογικό Πανεπιστήμιο Κύπρου (skr. trl. TEPAK), tur. Kıbrıs Teknoloji Üniversitesi) – państwowa szkoła wyższa o profilu technicznym z siedzibą w Limassol. Powstała w 2004 roku, pierwszych studentów przyjęła w roku akademickim 2007-2008. 
Politechnika Cypryjska została utworzona specjalną ustawą Izby Reprezentantów z grudnia 2003 r. (sygnatura 198(I) 2003), powstała z połączenia Wyższego Instytutu Technicznego oraz kilku innych instytucji naukowych. Uczelnia prowadzi studia nieobecne na Uniwersytecie Cypryjskim. Obecnie politechnika posiada sześć wydziałów oraz centrum nauki języków obcych:
- Wydział Nauk Geotechnicznych i Zarządzania Środowiskowego
- Wydział Zarządzania i Ekonomii
- Wydział Komunikacji i Medioznawstwa
- Wydział Nauk Zdrowotnych
- Wydział Sztuk Pięknych i Stosowanych
- Wydział Inżynierii i Technologii.

Główny kompleks uczelni położony jest w centrum starego miasta, Wydział Nauk Zdrowotnych dzieli pomieszczenia ze Szpitalem Ogólnym w Nikozji.